# 노홍철
노홍철(盧弘喆, 1979년 3월 31일~)은 대한민국의 방송인이다.
1979년 3월 31일 서울특별시 강남구 신사동에서 아버지 노희대와 어머니 최세란의 2남 중 차남으로 태어났다. 장남이자 그의 친형은 노성철이다. 그의 본적은 충청남도 서천군 기산면 두북리이다.
2004년 7월 Mnet의 비디오 자키로 방송계에 데뷔하여 각종 쇼 오락 프로그램의 패널 및 MC로 활동하였다. 특유의 수다스러운 입담과 강한 개성, 다재다능한 방송인으로서의 자질을 갖춘 노홍철은 대한민국 예능 프로그램의 주류 방송인으로 성장했다. 2010년에는 서울종합예술학교 패션예술학부 겸임교수로 임명되었다.

## 별명
- 큰 아가리
- 저쪼아래
- 노찌롱
- 노관종
- 행복이 뭐 별거 있나
- 노고추
- 노고자

## 학력
- 서울신구초등학교 (졸업)
- 신사중학교 (졸업)
- 현대고등학교 (졸업)
- 홍익대학교 기계정보공학과 (졸업)

## 방송 활동/출연 작품

### 현재 출연중인 프로그램
| 방송사        | 프로그램명                            | 출연 기간                       |
| ------------- | ------------------------------------- | ------------------------------- |
| 카카오TV 모닝 | - 《개미는 오늘도 뚠뚠》              | 2021년 8월 2일~                 |
| SBS           | - 《써클하우스》                      | 2022년 2월 24일~2022년 4월 28일 |
| MBC           | - 《블록버스터 : 천재들의 브릭 전쟁》 | 2022년 5월 1일~                 |

### 중도 하차 / 종영 프로그램
| 연도(시작연도) | 방송사   | 프로그램명/역할 |
| -------------- | -------- | --- |
| 2004년         | Mnet     | - 《닥터No의 KIN길거리》 VJ - 《슈퍼 바이브 파티》 고정출연 |
| 2004년         | MBC      | - 《유재석 김원희의 놀러와》 고정패널 (2004년~2010년) |
| 2005년         | MBC      | - 《레인보우 로망스》(2005년~2006년) - 《일요일 일요일 밤에》 고정패널 - 《신비한 TV 서프라이즈》 공동 MC - 《토요일》/《강력추천 토요일》 고정패널 - 〈무(모)한 도전〉, 〈무(리)한 도전〉, 〈무한도전 - 퀴즈의 달인〉 등 (2005년~2006년) |
| 2005년         | SBS      | - 《있다! 없다?》 공동 MC (2005년~2009년) |
| 2006년         | MBC      | - 〈차승원의 헬스클럽〉 패널(격주 출연) - 《일요스타워즈 전화받으세요》 공동 MC - 《무한도전》 공동 MC (2006년~2014년) |
| 2006년         | Mnet     | - 《캠퍼스 꼭짓점 댄스》 공동 MC |
| 2006년         | 코미디TV | - 《노홍철의 참는거야》 MC |
| 2007년         | MBC      | - 《7옥타브》 고정패널 (2007년~2008년) |
| 2007년         | KBS 2TV  | - 《위기탈출 넘버원》 공동 MC (2007년~2011년) - 《해피선데이 - 쾌남시대》 고정패널 - 《해피선데이 - 전원출석! 학교에 가자》 공동 MC - 《해피선데이 - 준비됐어요》 - 《해피선데이 - 1박 2일》                                              |
| 2008년         | SBS      | - 《일요일이 좋다 - 체인지》 - 《일요일이 좋다 - 골드미스가 간다》 공동 MC (2008년~2010년) |
| 2009년         | Mnet     | - 《트렌드 리포트 필 시즌4》 MC(2009년~2010년) |
| 2010년         | SBS      | - 《일요일이 좋다 - 영웅호걸》 공동 MC (2010년~2011년) |
| 2010년         | KBS2     | - 《상상대결》 공동 MC |
| 2010년         | MBC      | - 《여우의 집사》 고정 패널 |
| 2011년         | tvN      | - 《코리아 갓 탤런트》 공동 MC - 《부자의 탄생 시즌1》 공동 MC - 《부자의 탄생 시즌2》 공동 MC |
| 2011년         | Mnet     | - 《세레나데 대작전》 MC (2011년~2012년) |
| 2011년         | MBN      | - 《스타바이트》 MC (2011년~2012년) |
| 2011년         | TV조선   | - 《최현우 노홍철의 매직홀》 공동 MC (2011년~2012년) |
| 2012년         | 온스타일 | - 《Hello! 러시아》 내레이션 |
| 2012년         | KBS2     | - 《이야기쇼 두드림》 공동 MC (2012년~2013년) |
| 2012년         | MBC      | - 《나는 가수다 시즌2》 공동 MC - 《승부의 신》 공동 MC |
| 2012년         | tvN      | - 《코리아 갓 탤런트 2》 공동 MC |
| 2013년         | tvN      | - 《가짜를 찾아라! 눈썰미》 공동 MC - 《더 지니어스: 룰 브레이커》 (2013년~2014년) |
| 2013년         | KBS W    | - 《노홍철의 올 댓 리빙》 MC |
| 2013년         | MBC      | - 《쇼! 음악중심》 공동 MC (2013년~2014년) - 《나 혼자 산다》 공동 MC (2013년~2014년) |
| 2014년         | Mnet     | - 《싱어게임》 MC |
| 2014년         | tvN      | - 《컴온 베이비》 공동 MC |
| 2015년         | tvN      | - 《내방의 품격》 공동 MC (2015년~2016년) |
| 2016년         | KBS2     | - 《어서옵SHOW》 공동 MC |
| 2016년         | 온스타일 | - 《런드리 데이》 공동 MC (2016년~2017년) |
| 2017년         | KBS 1TV  | - 《책번개》 공동 MC |
| 2017년         | JTBC     | - 《잡스》 공동 MC - 《비긴 어게인》 - 《내 이름을 불러줘 - 한名회》 - 《믹스나인》 MC (2017년~2018년) |
| 2017년         | O tvN    | - 《이집 사람들》 공동 MC |
| 2017년         | MBC      | - 《하하랜드》 공동 MC (2017년~2018년) |
| 2018년         | MBC      | - 《아침발전소》 공동 MC - 《공복자들》 공동 MC (2018년~2019년) |
| 2018년         | E채널    | - 《산으로 가는 예능 - 정상회담》 공동 MC |
| 2018년         | TV조선   | - 《땡철이 어디가》 공동 MC |
| 2018년         | JTBC     | - 《뭉쳐야 뜬다 시즌2》 공동 MC (2018년~2019년) |
| 2018년         | 채널A    | - 《보컬플레이》 (2018년~2019년) |
| 2019년         | MBC      | - 《구해줘 홈즈》 (2019년~2021년) |
| 2019년         | O'live   | - 《장바구니 구세주 - 장보고》 공동 MC |
| 2019년         | MBN      | - 《바다가 들린다》 |
| 2019년         | MBC      | - 《같이 펀딩》 공동 MC |
| 2019년         | O'live   | - 《오늘부터 1일》 공동 MC |
| 2020년         | Mnet     | - 《퀴즈와 음악사이》 공동 MC |
| 2021년         | JTBC     | - 《그림도둑들》 공동 MC |
| 2021년         | NETFLIX  | - 《먹보와 털보》 |

### 파일럿 프로그램
- 2013년 MBC 《남자가 혼자 살 때》 MC / 2부작
- 2015년 MBC 《잉여들의 히치하이킹》 / 2부작
- 2016년 MBC 《몰카배틀 - 왕좌의 게임》 공동 MC / 1부작
- 2016년 MBC 《머니룸》 공동 MC / 1부작
- 2016년 MBC 《비밀예능연수원》 공동 MC / 1부작
- 2019년 MBC 《공유의 집》 공동 MC / 2부작
- 2022년 MBC 《라미란의 빈집살래2》 공동 MC / 4부작

### 라디오
- SBS 러브FM 《노홍철의 기쁜 우리 젊은날》 DJ - 중도하차(2006년 5월 1일~2006년 11월 6일 방송 종료)
- MBC FM4U 《노홍철의 친한친구》 DJ - 중도하차(2010년 5월 10일~2011년 10월 23일 방송 종료)
- MBC FM4U 《굿모닝FM 노홍철입니다》 DJ - 중도하차(2016년 5월 30일~2017년 12월 31일 방송 종료)

### 영화
- 《빨간 모자의 진실(Hoodwinked, 2005)》한국판 더빙 - 다람찍사 역
- 《누가 그녀와 잤을까?(Who Slept With Her 2006)》DJ 역(특별출연)
- 《빨간모자의 진실2》(Hoodwinked Too! Hood VS. Evil, 2011)한국판 더빙 - 다람찍사 역
- 《잠베지아 : 신비한 나무섬의 비밀》(Zambezia, 2012) 한국판 더빙 - 찌롱이 역
- 《정글번치 : 빙산으로의 귀환》(The Jungle Bunch-Back to the Ice Floe, 2011) 한국판 더빙 - 모리스 역

### 기타 내레이션
- 2013년 《MBC 다큐스페셜 - 서울을 맛보다》 내레이션

### 기타 방송
- tvNgo 《노홍철의 길바닥쇼》 MC

## 그 외 활동

### 음반
- CB Mass의 마지막 앨범 《MASSAPPEAL》의 7번 트랙 〈노박사 심리클리닉〉에서 변태 심리학 박사 노박사로 등장.
- 다이나믹 듀오의 데뷔앨범 《Taxi Driver》의 2번 트랙 〈Taxidriver Interlude One〉, 6번 트랙 〈Taxidriver Interlude Two〉, 마지막 트랙 outro에서 택시기사로 등장.
- 다이나믹 듀오 2집 앨범 《Double Dynamite》의 11번 트랙 〈서커스〉에서 돈만 아는 서커스 진행자로 등장.
- 뽕빨브라더스의 《윤도현의 뽕빨나는 바캉스》의 1번 트랙 〈밤이 깊었네〉
- 뽕빨브라더스의 《윤도현의 뽕빨나는 바캉스》의 2번 트랙 〈나는 문제없어〉
- 뽕빨브라더스의 《윤도현의 뽕빨나는 바캉스》의 5번 트랙 〈젊은 그대〉
- 간미연의 1집 앨범 《Refreshing》의 7번 트랙 〈Kiss〉에서 간미연의 남자친구로 등장.
- 노홍철의 디지털 앨범 노홍철 매직송의 1번 트랙, 2번 트랙, 3번 트랙 〈매직송〉
- 무한도전의 디지털 앨범 《All You Need Is Love》의 1번 트랙 〈All You Need Is Love〉
- 무한도전의 《강변북로 가요제》의 3번 트랙 〈소녀〉
- 무한도전의 〈무한도전 하나마나송〉
- MC몽의 4집 앨범 《Show`s Just Begun》의 마지막 트랙 〈몽이 유랑단〉
- 무한도전의 《올림픽대로 듀엣가요제》의 4번 트랙 〈더위먹은 갈매기〉(with 노브레인)
- 무한도전의 《서해안고속도로 가요제》의 7번 트랙 〈흔들어주세요〉(with 싸이)
- 무한도전의 《무한도전 나름 가수다》의 2번 트랙 〈사랑의 서약〉(with 다이나믹 듀오, 노라조)
- 무한도전의 《박명수의 어떤가요》의 2번 트랙 〈노 가르시아〉
- 무한도전의 《자유로 가요제》의 5번 트랙 〈오빠라고 불러다오〉(with 장미여관)
- 무한도전의 《자유로 가요제》의 8번 트랙 〈그래, 우리 함께〉
- 노라조의 싱글 앨범 《야생마》의 1번 트랙 〈야생마〉
- 무한도전의 《무한도전 응원단 공식 응원가》의 1번 트랙 〈빅토리송〉
- 무한도전의 《무한도전 응원단 공식 응원가》의 2번 트랙 〈승리의 시간〉

### 뮤직비디오
- 드렁큰 타이거의 4집 앨범 《하나하면 너와 나》의 수록곡 〈편의점〉에서 택시기사로 출연
- 박명수의 4집 앨범 《탈랄라》의 타이틀곡 〈탈랄라〉에서 1인2역 출연
- 다이나믹 듀오의 3집 앨범 《Enlightened》의 타이틀곡 〈출첵〉에서 홈쇼핑 쇼호스트로 출연
- MC몽의 4집 앨범 《Show`s Just Begun》의 타이틀곡 〈서커스〉에서 서커스 진행자로 출연
- 박명수의 디지털 앨범 fyah의 타이틀곡 〈fyah〉에서 무한도전 멤버들과 출연
- 싸이의 6집 앨범 《싸이6甲 Part 1》의 타이틀곡 〈강남스타일〉에서 엘리베이터 신으로 출연
- 싸이의 싱글 앨범 GENTLEMAN의 타이틀곡 〈젠틀맨〉에서 가인, 무한도전 멤버들과 출연
- 2NE1의 싱글 앨범 Do You Love Me의 타이틀곡 〈Do You Love Me〉
- 박지윤의 싱글 앨범 Inner Space의 타이틀곡 〈Beep〉에서 박재범, 무한도전 멤버들과 출연
- 씨스타의 미니 앨범 《Touch N Move》의 타이틀곡 〈Touch My Body〉

### 광고

#### 2005년
- 오미
- 베니건스
- 룰루비데

#### 2006년
- 후지 제록스 프린터스

#### 2007년
- 타운젠트
- 네네치킨
- TG삼보
- 구몬학습
- 웃기다
- 아르바이트천국
- 롯데카드

#### 2008년
- 카프리썬
- Wii
- 유한락스

#### 2010년
- 괴혼
- 신한금융그룹
- 모닝케어
- 니켈로디언 코리아

#### 2011년
- SKY 미라크A

#### 2012년
- 질레트 퓨전 프로글라이드
- SKY 베가S5
- 틱톡 플러스

#### 2013년
- LG 탭북
- 코카콜라
- 크록스
- 터보
- SKT LTE-A

#### 2014년
- 코카콜라

#### 2021년
- 한화투자증권

#### 2022년
- 여기어때 (윤종신, 이미주, 장기하, 장윤주, 미노이, 아누팜 트리파티, 빠니보틀과 함께 출연)
- FIFA 모바일

#### 2023년
- 검강W

### 홍보대사
- 2005년 디즈니온아이스-정글어드벤처 홍보대사
- 2005년 아름다운 가게 바캉스 캠페인 홍보대사
- 2005년 한화리조트 P.O 홍보대사
- 2005년 한국백혈병어린이재단 홍보대사
- 2005년 서울특별시 청사랑 홍보대사
- 2006년 중부세무서 1일 명예민원봉사실장
- 2006년 대한사회복지회 홍보대사
- 2006년 사랑의전화복지재단 타임 포 티 캠페인 홍보대사
- 2007년 2014평창동계올림픽 명예홍보대사
- 2008년 에넥스텔레콤 연예인 게임단원
- 2009년 환경부 그린스타트 홍보대사
- 2010년 제23회 세계금연의 날 금연멘토
- 2013년 해즈브로코리아 퍼비 홍보대사
- 2013년 크록스 보트 캠페인 홍보대사
- 2013년 새항운병원 홍보대사
- 2014년 쿰바: 반쪽무늬 얼룩말의 대모험 홍보대사
- 2014년 SK-ll 마그네틱 아이케어 홍보대사
- 2014년 제5회 대한민국 나눔대축제 홍보대사
- 2016년 초록우산 어린이재단 감사편지쓰기 공모전 홍보대사
- 2017년 스위스정부관광청 홍보대사

## 수상
| 연도   | 수상 내역 |
| ------ | --- |
| 2004년 | - MBC 방송연예대상 쇼 버라이어티 부문 신인상 |
| 2005년 | - MBC 방송연예대상 쇼 버라이어티 부문 우수상 |
| 2006년 | - 코리아 베스트 드레서상 코미디부문상 |
| 2007년 | - Mnet 20's Choice 개성상 - MBC 방송연예대상 대상(이순재, 무한도전 팀과 공동 수상)                                                                                         |
| 2008년 | - 제89회 전국 체육대회 에어로빅 동호인 일반부 6인조 2위 - SBS 연예대상 예능 실험정신상(있다! 없다? 팀과 공동 수상)                                                         |
| 2009년 | - MBC 방송연예대상 PD상(무한도전 팀과 공동 수상) - MBC 방송연예대상 버라이어티 부문 우수상                                                                                 |
| 2010년 | - 제5회 아시아 모델상 시상식 모델 특별상 패셔니스타 부문(박한별과 공동 수상) - 제5회 A - Awards innovation 부문(무한도전 팀과 공동 수상) - MBC 연기대상 라디오 부문 신인상 |
| 2011년 | - 제53회 전국 조정 선수권대회 2000m 노비스 에이트 특별상 |
| 2013년 | - MBC 방송연예대상 쇼 버라이어티 부문 인기상 |
| 2014년 | - 제20회 대한민국 연예예술상 시상식 TV 진행상(백승주와 공동 수상) |
| 2019년 | - MBC 방송연예대상 뮤직&토크 부문 최우수상 |

## 특이 사항

### 청결한 자택
노홍철은 깔끔하기로 유명하다. 평소 뭔가 허술해 보이는 노홍철의 이미지 때문에 노홍철이 출연한 MBC TV 프로그램 ‘무한도전’의 멤버들은 노홍철의 집 위생상태도 엉망일 것이리라 예상했으나, 의외로 매우 청결했다고 한다. 또한 이런 지나친 깔끔함으로 인해 그는 유한락스 CF의 모델로 활동하기도 했다.
하지만 이러한 깔끔함은 ADHD에 의한 조증, 강박증에서 비롯된 결벽증상이라는 진단 결과가 무한도전의 정신감정 편에서 나타나기도 했다.

## 사고

### 피습 사건
2008년 2월 19일 노홍철은 정신분열증세를 보이던 남성(당시 27세)에게 과도로 피습을 당해 왼쪽 귀가 3cm가량 찢어지고 갈비뼈가 골절되는 등의 부상을 입었다. 그러나 노홍철은 오히려 가해자를 안심시키는 태도로 우발적 범행을 막아 누리꾼들에게 찬사를 받기도 하였다. 사건 후 인터뷰에서 그는 사건이 일어난 순간 너무 무서워서 의식하지 못하고 그렇게 행동하였다고 말했다. 한편 노홍철의 절친이기도 한 다이나믹 듀오의 멤버 개코는 4집 Last Days의 수록곡 〈Trust Me〉에서 이 사건을 간접적으로 언급하기도 하였다.
2012년 5월 5일 KBS2 《이야기쇼 두드림》에서 노홍철이 이 사건에 대해 언급했는데 사실 이 사건으로 인해 노홍철은 목숨을 잃을 뻔했다고 말했다. 또한 경찰 조사 결과 가해자의 주머니에서는 노홍철 피습 때 사용한 과도와는 비교도 안 될 만큼의 매우 크고 날카로운 칼이 발견되었는데, 이에 대해 경찰측에서는 "해당 사건의 가해자는 피해망상증 환자로서 노홍철이 TV프로그램에 출연하여 크게 웃는 모습이 마치 자신의 아버지를 살해하려는 것 같다는 피해망상 때문에 노홍철을 피습했다는 것이 이 사건의 원인이다"라고 밝혔다.

## 사건/논란

### 스타일리스트 임금 착취 논란
2008년 5월 노홍철의 전 스타일리스트 L모 씨가 1년 8개월여 간 노홍철이 자신의 임금을 착취하고 유용했다고 주장했다. 이에 노홍철 측은 사실무근이라고 반박하였고 L모 씨 측은 법적 대응도 불사하겠다는 입장을 보이는 등 양측이 팽팽하게 대립하였다. 이와 관련해 유재석의 스타일리스트인 신미소씨가 자신의 싸이월드 미니홈피에 '노홍철 임금착취설의 진실'이라는 제목의 글을 올리며 노홍철을 변호했다. 이 글에 대해 신 씨는 '이 글은 내가 쓴 것이 아니라 노홍철의 메이크업 선생님의 글을 퍼온 것'이라고 말했다. 결국 이 사건은 L모 씨의 잘못으로 판명이 났고 L모 씨가 해외로 도주하는 것으로 사건이 종결되었지만 이 사건으로 인해 노홍철의 이미지에 어느 정도 타격이 갔다.

### 음주운전 사건
2014년 11월 8일 0시경 노홍철은 서울특별시 강남구청 인근 세관 사거리에서 경찰의 음주운전 단속에 걸렸다. 이때 노홍철은 음주운전 검사 방법 중 하나인 혈중검사를 선택하였으며, 채혈 후 국립과학수사연구원에 샘플이 보내졌다. 이후 디스패치에서 특종 보도를 한 뒤 여러 기사가 급속도로 쏟아지고 논란이 확산되자 노홍철은 《무한도전》을 비롯한 《나 혼자 산다》의 출연을 중단하겠다고 밝혔다. 그리고 노홍철 본인의 의견을 《무한도전》 제작진 측에서 정식 발표 함으로써 노홍철의 출연 중단을 수렴하였다고 한다. 당시 노홍철의 음주운전 소식을 접한 누리꾼들의 대체적인 반응은 《무한도전》에 함께 출연하였던 길이 2014년 4월 음주운전으로 인해 출연을 중단하였던 것과는 비교도 안될 정도로 충격적이라는 느낌과 추측으로 가득차있었다. 그는 유재석・정형돈과 함께 《무한도전》의 원년멤버이자 해당 프로그램에 출연한 9년여기간 동안 다른 멤버에 비해 구설수도 적었으며, 착하고 상냥한 성격 때문인지 상당수의 《무한도전》 팬들은 노홍철의 《무한도전》 출연 중단을 극구 반대하고 나섰다. 물론, 음주운전은 명백한 위법행위이고 《무한도전》에서는 이미 음주운전으로 인해 길을 퇴출시킨 전례가 있음에도 그때와는 달리 노홍철에 대해서 무조건적으로 옹호하는 사람들 때문에 이러한 이중잣대에 대해서 비난하거나 비판하는 목소리도 컸다.
한편, 11월 23일 오전 5시 30분경 노홍철은 서울강남경찰서에 출석하여 조사를 받았다. 강남경찰서에 따르면 당시 노홍철은 혈중 알콜농도 0.105%였고, 이에 따라 그에게 면허취소 1년을 선고하였으며 벌금 500만원을 청구하였다.

## 방송 복귀 및 근황
음주운전 물의로 자숙하고 약 1년 후인 2015년 9월 MBC 추석특집 《잉여들의 히치하이킹》을 통해 방송에 복귀하였으나, 흥행에 실패하였고 그 사이 2014년에 벌어진 음주운전 사건 논란이 다시 거론되어 네티즌들의 비난이 거세지면서 《무한도전》으로의 복귀도 불투명해졌다. 반대로 '현재 노홍철이 언제 복귀하냐'라는 팬들의 댓글이 빗발치기도 했다. 한편 노홍철의 복귀 여부에 대해서 MBC 《무한도전》의 담당PD였던 김태호 PD는 "노홍철의 《무한도전》 복귀는 본인의 의사가 중요하며 제작진이 OK해서 받아들여질 문제가 아니다"라고 언급했다.
노홍철은 《무한도전》 미복귀 시기에 이서진, 김종국, 김세정과 함께 KBS2 예능 프로그램 《어서옵SHOW》의 MC를 맡아 고정 출연한 바 있으며, 또한 전현무의 뒤를 이어서 MBC FM4U 《굿모닝FM 노홍철입니다》를 2016년 5월부터 2017년 12월까지 진행하였다. 그리고 그 이후에는 노홍철 데뷔 이래 최초로 《아침발전소》라는 아침 시사정보 프로그램 MC를 맡은 바 있으며, 뒤를 이어 《공복자들》, 《같이 펀딩》 등등을 비롯한 프로그램의 진행을 맡아 출연하기도 했다.
또 몇달전에는 자신의 이름을 딴 베이커리와 책방을 합친 '홍철책빵'을 개업하기도 했으며, 유튜브 채널 '생활언박싱 노대리'를 개설한 전력도 있다.
2020년 5월 8일 개인 유튜브 채널에 첫 영상을 올렸으며 현재 구독자 수는 34만 5천명이다.